# 真言宗金剛院派
真言宗金剛院派（しんごんしゅうこんごういんは）は真言宗善通寺派から独立した分派で、兵庫県たつの市（旧揖保郡新宮町）にある弘法寺を大本山とする。

## 沿革
- 善通寺で修行した浦野晴弘により設立された。
- 昭和21年の宗教年鑑記載に愛知県豊田市の金剛院にて弘法大師像を祭ったのが始まりだとされ金剛院が宗教法人として真言宗善通寺派の寺院であったと「明確」に記載されている。

- 1953年（昭和28年）7月：『真言宗金剛院派』として愛知県より宗教法人認証。
- 平成元年、大本山本覚寺別院弘法寺が落慶された。
- 学研「密教の本」「真言密教の本」に分派系統として善通寺派からと明記されている。
  - 初代管長：浦野晴弘　別名・耕牛
  - 二代目管長：北野恵宝
  - 三代目管長：北野真弘

当所で得度を受けた人物には、阿含宗管長の桐山靖雄や、霊能者の弘法院恵正らがいる。
過去、桐山靖雄師は、1972年に権大僧正及び副管長の地位にあり、北野恵宝師の愛弟子であったと「阿含宗の研究・桐山密教の内実」に北野師の元弟子Aの証言にある。
毎年　照真秘流を伝法会が開かれている。

## 教義
- 金剛院派宗教法人規則
- 古義真言宗および修験道の教えを重視傍ら神変大菩薩の霊異秘訣相承し
- 衆生救済のために小島流、三宝院流、照真秘流を伝法する。
- 大白身法千座行による先祖供養の実践と檀信徒の教化育成を目的とする。

## 主な寺院
- 恵弘山弘法寺 - 兵庫県たつの市新宮町千本1657-1